# Giải vô địch cờ vua thế giới 2018
Giải vô địch cờ vua thế giới 2018 là một trận đấu giữa kỳ thủ đương kim vô địch thế giới từ năm 2013, Magnus Carlsen, và người thách đấu Fabiano Caruana để xác định nhà vô địch Cờ vua Thế giới. Trận đấu kéo dài 12 ván, được FIDE và đối tác thương mại Agon tổ chức, diễn ra tại London, tại The College in Holborn, từ ngày 9 đến ngày 28 tháng 11 năm 2018.
Loạt cờ tiêu chuẩn của trận đấu kết thúc với mười hai ván hòa liên tiếp. Đây là lần duy nhất trong lịch sử Giải vô địch Cờ vua Thế giới tất cả các ván tiêu chuẩn đều hòa. (Đã có những ván hòa liên tiếp dài hơn trong lịch sử giải vô địch cờ vua, nhưng không kéo dài từ trận bắt đầu đến tận trận kết thúc.)
Vào ngày 28 tháng 11 năm 2018, Carlsen giành được ba ván thắng cờ nhanh liên tiếp để giành chiến thắng trong trận đấu và duy trì danh hiệu vô địch thế giới của mình.